# Master of Puppets
Master of Puppets es el tercer álbum de estudio del grupo musical de thrash metal estadounidense Metallica. Fue lanzado al mercado el 3 de marzo de 1986, bajo el sello discográfico Elektra Records, alcanzando el puesto 29 en el Billboard 200. El álbum fue el primer disco de oro de la banda tras vender 500 000 copias en Estados Unidos, aunque luego superaría las 6 millones.
Master of Puppets es el último álbum de estudio de Metallica en el que participa el bajista Cliff Burton, quien moriría en un trágico accidente de autobús meses después del lanzamiento del disco. Este recibió críticas muy favorables y es considerado por muchos como un clásico del thrash metal en general. Es considerado una de las mayores influencias del thrash metal de todos los tiempos. El solo de guitarra de la canción «Master of Puppets» fue considerado el quincuagésimo de los cien mejores, según un ejemplar de la revista Guitar World de 2015 por Alexis Novela. «Welcome Home (Sanitarium)», «Master of Puppets», «Disposable Heroes», «Battery», «Orion» y «The Thing That Should Not Be» son jugables en el videojuego Guitar Hero: Metallica. Battery es jugable en el videojuego Rock Band 2. Es clasificado en el puesto #1 como el mejor álbum de metal de la historia por el sitio web Metal Rules. Asimismo, en 2003, en una edición especial, la reconocida revista Rolling Stone posicionó el álbum en el puesto 167 de su lista de los 500 mejores álbumes de todos los tiempos. El álbum en el 2016 fue preservado en la Biblioteca del Congreso de Estados Unidos, el álbum es el primer registro de metal que ingresa a este archivo. Por su "significado cultural, artístico o histórico a la sociedad", algunas emblemáticas obras son escogidas para formar parte del catálogo de la biblioteca del Congreso de Estados Unidos.

## Lista de canciones
Todas las letras fueron escritas por James Hetfield y Lars Ulrich.
| N.º   | Título                         | Escritor(es)                      | Duración |  |
| 1.    | «Battery»                      | Hetfield, Ulrich                  | 5:10     |  |
| 2.    | «Master of Puppets»            | Hetfield, Ulrich, Burton, Hammett | 8:38     |  |
| 3.    | «The Thing That Should Not Be» | Hetfield, Ulrich, Hammett         | 6:32     |  |
| 4.    | «Welcome Home (Sanitarium)»    | Hetfield, Ulrich, Hammett         | 6:28     |  |
| 5.    | «Disposable Heroes»            | Hetfield, Ulrich, Hammett         | 8:14     |  |
| 6.    | «Leper Messiah»                | Hetfield, Ulrich                  | 5:38     |  |
| 7.    | «Orion» (Instrumental)         | Burton, Hetfield, Ulrich          | 8:12     |  |
| 8.    | «Damage, Inc.»                 | Hetfield, Ulrich, Burton, Hammett | 5:07     |  |
| 54:04 |                                |                                   |          |  |

## Sencillos
1. «Master of Puppets» (1986; sencillo promocional)

## Créditos
- James Hetfield: Voz y guitarra rítmica
- Kirk Hammett: Guitarra líder
- Cliff Burton: Bajo eléctrico y coros
- Lars Ulrich: Batería

## Certificaciones
| País           | Organismo certificador | Certificación | Ventas certificadas | Ref.   |
| -------------- | ---------------------- | ------------- | ------------------- | ------ |
| Alemania       | BVMI                   | Platino       | 500 000             | [ 9 ]  |
| Argentina      | CAPIF                  | Platino       | 60 000              | [ 10 ] |
| Australia      | ARIA                   | Platino       | 70 000              | [ 11 ] |
| Bélgica        | BEA                    | Oro           | 20 000              | [ 12 ] |
| Canadá         | Music Canada           | 6× Platino    | 600 000             | [ 13 ] |
| Estados Unidos | RIAA                   | 6× Platino    | 6 000 000           | [ 14 ] |
| Finlandia      | Musiikkituottajat      | Platino       | 81 051              | [ 15 ] |
| Italia         | FIMI                   | Oro           | 50 000              | [ 16 ] |
| Nueva Zelanda  | RMNZ                   | Platino       | 15 000              | [ 17 ] |
| Polonia        | ZPAV                   | Platino       | 20 000              | [ 18 ] |
| Reino Unido    | BPI                    | Platino       | 300 000             | [ 19 ] |

## Edición remasterizada
El grupo musical anunció en su sitio web que el 10 de noviembre de 2017 lanzaría una versión remasterizada del álbum de estudio junto con una caja recopilatoria que incluye: 3 discos de vinilo (junto con tarjetas de descarga digital), 10 CD, 2 DVD, Un casete, un libro con fotos nunca antes vistas, un fólder con las letras manuscritas y una litografía.